# ميشيل بوسي
ميشيل بوسي (مواليد 29 أبريل 1965)، هو كاتب روائي فرنسي ومحلل سياسي وأستاذ الجغرافيا في جامعة روان، اشتهر بكتابة روايات الإثارة.
وفقًا لقائمة لو فيغارو Le Figaro للكتب الأكثر مبيعًا، كان ميشيل بوسي ثاني أكثر المؤلفين الفرنسيين مبيعًا لعام 2018، حيث بيع منه 975.800 نسخة. لقد ظهر في المراكز العشرة الأولى السنوية منذ عام 2013.

## من مؤلفاته المترجمة للغة العربية
- رواية: «فتاة الرحلة 5403».
- رواية: «لن ننسى أبدآ».
- رواية: «نيلوفر أسود».

## روابط خارجية
- Official website